# Adrienne Kennedy
Adrienne Kennedy, all'anagrafe Adrienne Lita Hawkins (Pittsburgh, 13 settembre 1931) è una drammaturga statunitense.
Tra gli esponenti di spicco del Black Arts Movement, Adrienne Kennedy si è affermata come una delle più acclamate drammaturghe afroamericane del secondo novecento. Mentre altri scrittori di colore (come Lorraine Hansberry o August Wilson) hanno preferito il realismo, la Kennedy si è distinta per lo stile surrealista con cui ha trattato l'esperienza di vita degli afroamericani. Nel 1995 Village Voice ha affermato che dopo la morte di Samuel Beckett la Kennedy è diventata la drammaturga più audace del suo tempo.

## Biografia
Adrienne Kennedy è nata a Pittsburgh, figlia dell'assistente sociale Cornell Wallace Hawkins e dell'insegnante Etta Hawkins. Dopo l'infanzia a Cleveland, ha studiato all'Università statale dell'Ohio ottenendo una laurea in scienze dell'educazione nel 1953; successivamente ha proseguito gli studi alla Columbia tra il 1954 e il 1956.
Nel 1960 scrisse la sua prima pièce, Funnyhouse of a Negro, dopo un viaggio in Ghana. L'opera è stata portata sulle scene per la prima volta nell'Off-Broadway nel 1964 e le valse il primo dei suoi tre Obie Award. La gran parte della carriera della drammaturga si è svolta nell'Off-Broadway e nell'Off-Off Broadway, grazie anche a un proficuo sodalizio artistico e creatico con il Cafè La MaMa. Il suo debutto a Broadway in veste di drammaturga è avvenuto soltanto nel 2022, all'età di novant'anni. Nel corso della sua carriera ha scritto ventitré opere teatrali, inclusi lavori per la radio, adattamenti di tragedie di Euripide e libretti di musical. Inoltre ha insegnato teatro e drammaturgia in molti dei più prestigiosi atenei statunitensi, tra cui Yale (1972–74), Princeton (1977), l'Università Brown (1979–1980), l'Università della California - Berkeley (1986) ed Harvard (1991).
Oltre all'Obie Award vinto per Funnyhouse of a Negro nel 1964, la scrittrice ne ha vinti altri due: alla migliore opera teatrale per June and Jean in Concert e Sleep Deprivation Chamber nel 1996 e uno alla carriera nel 2008. Nel corso della sua lunga carriera ha vinto diversi altri riconoscimenti. Nel 1967 ha ottenuto una Guggenheim Fellowship e la prima di due borse di studio della Rockefeller Foundation; la seconda le è stata consegnata nel 1972. Nel 1990 ha vinto l'American Book Award per il dramma People Who Led to My Plays, mentre nel 1994 ha ottenuto un premio letterario istituito dall'American Academy of Arts and Letters. Nel 2003 ha vinto l'Anisfield-Wolf Book Award alla carriera e nel 2018 il suo nome è stato scritto nell'American Theater Hall of Fame.
È stata sposata con Joseph Kennedy dal 1953 al 1966 e prima del divorzio la coppia ha avuto due figli: Joseph Jr e Adam P. Kennedy.

## Teatro
- Funnyhouse of a Negro (1964)
- The Owl Answers (1965)
- A Rat's Mass (1967)
- The Lennon Play: In His Own Write (1967)
- Sun: A Play for Malcolm X Inspired by His Murder (1968)
- A Lesson in Dead Language (1968)
- A Beast's Story (1969)
- Boats (1969)
- Electra & Orestes (1972)
- An Evening with Dead Essex (1972)
- A Movie Star Has to Star in Black and White (1976)
- A Lancashire Lad (1980)
- Black Children's Day (1980)
- Diary of Lights (1987)
- She Talks to Beethoven (1989)
- The Ohio State Murders (1992)
- The Film Club (1992)
- The Dramatic Circle (1992)
- Motherhood 2000 (1994)
- June and Jean in Concert (1995)
- Sleep Deprivation Chamber (1996)
- Mom, How Did You Meet the Beatles? (2008)
- He Brought Her Heart Back in a Box (2018)